# كلية السياحة بجامعة دمشق

## نشأة الكلية
تم إحداث كلية السياحة في جامعة دمشق بناءً على أحكام قانون تنظيم الجامعات رقم (6) لعام 2006 .

## مبادئ عمل الكلية
```
تلائم مبادئ كلية السياحة متطلبات المرحلة الراهنة في ظل توجه الهيئات التعليمية السورية لتطوير مناهج كليات 
جامعة دمشق
، وبما يتفق مع معايير القطاع السياحي NARS
```

كما تم مراعاة سياسة قطاع التعليم العالي بخصوص علاقة سوق العمل بمؤسسات التعليم العالي، وتم الاستناد إلى رسالة جامعة دمشق وأهدافها الاستراتيجية
وتهدف كلية السياحة أن تكون من الكليات الرائدة في جامعة دمشق، في مجال التعليم الجامعي، والبحث العلمي، وخدمة المجتمع.

## أهداف الكلية
الإسهام في تنمية القطاع السياحي في سوريا عن طريق تنمية الموارد البشرية العلمية، وتزويد الطالب بمجموعة من القيم الواجب توافرها في مدراء القطاع السياحي، والاهتمام بنوعية التعليم بشقيه الأكاديمي، والتطبيقي، وتطويره باستمرار وفق حاجات القطاع المتغيرة، والتركيز على البحث العلمي، وتبني مبدأ الجامعة في خدمة المجتمع، مع الالتزام بالخصوصية الوطنية، والقيم والعادات العربية الأصيلة .